# 대한민국 민법 제1048조
대한민국 민법 제1048조는 분리후의 상속인의 관리의무에 대한 대한민국 민법 조문이다.

## 조문
제1048조(분리후의 상속인의 관리의무)
①상속인이 단순승인을 한 후에도 재산분리의 명령이 있는 때에는 상속재산에 대하여 자기의 고유재산과 동일한 주의로 관리하여야 한다.
②제683조 내지 제685조 및 제688조제1항, 제2항의 규정은 전항의 재산관리에 준용한다.